# 上宝村
上宝村（かみたからむら）は、岐阜県吉城郡にあった村である。2005年2月1日に大野郡の白川村を除く6村および吉城郡国府町とともに高山市へ編入された。
合併後の地区名は、北西部域の17地区が「高山市上宝町○○」、南東部域の13地区が「高山市奥飛騨温泉郷○○」となっている。

## 概要
岐阜県吉城郡に属し長野県、富山県に接する山村で、平成の大合併以前は約475km2と岐阜県下で最大の面積の市町村だった。村の東側には飛騨山脈（北アルプス）があり、南東部には交通の難所で知られた安房峠がある。飛騨山脈に端を発する高原川が西流し、深い峡谷を形成している。
集落は役場のある村西部と、奥飛騨温泉郷を擁する東部に分散している。
- 山：黒部五郎岳、双六岳、樅沢岳、笠ヶ岳、穂高岳、焼岳、乗鞍岳、三俣蓮華岳
- 河川：高原川、蒲田川

## 歴史
- 1875年（明治8年） - 平湯村、一重ヶ根村、神坂村、栃尾村、今見村、田頃家村、柏当村、蓼之俣村、笹島村、赤桶村、福地村、中尾村、下佐谷村、苧生茂村、葛山村、鼠餅村、新田村、長倉村、岩井戸村、在家村、本郷村、吉野村、上灘村、見座村、宮原村、双六村、中山村（現・高山市上宝町地区）、桃原村、荒原村、蔵柱村、金木戸村の32村が合併して上宝村を形成。
- 1889年（明治22年）7月1日 - 町村制施行により吉城郡上宝村が成立
- 1979年（昭和54年）8月22日 - 栃尾地区で台風接近に伴う集中豪雨により土石流が発生。民家31戸が全半壊したほか走行中の自動車が押し流されるなどして死者・行方不明者6人[1]。
- 2005年（平成17年）2月1日 - 大野郡丹生川村・清見村・荘川村・宮村・久々野町・朝日村・高根村、吉城郡国府町と共に高山市に編入される

## 行政
- 村長：小池強（1994年8月31日〜2005年2月1日）

## 教育
- 中学校
  - 北稜中学校
- 小学校
  - 栃尾小学校
  - 本郷小学校

### 2005年以前に廃校となった小中学校
- 上宝村立蔵柱中学校（1965年廃校）
- 上宝村立長倉中学校（1965年廃校）
- 上宝村立平湯中学校（1968年廃校）
- 上宝村立栃尾中学校中尾分校（1970年廃校）
- 上宝村立本郷中学校（2004年廃校）
- 上宝村立本郷中学校双六冬季分校（1963年廃校）
- 上宝村立栃尾中学校（2004年廃校）
- 上宝村立双六小学校（1965年廃校）
- 上宝村立長倉小学校（1968年廃校）
- 上宝村立本郷小学校大原冬季分校（1969年廃校）
- 上宝村立平湯小学校（1969年廃校）
- 上宝村立蔵柱小学校（1975年廃校）
- 上宝村立栃尾小学校中尾分校（1970年廃校）

## 交通

### 鉄道
村内に鉄道路線は通っていない。鉄道の最寄り駅は神岡鉄道神岡線奥飛騨温泉口駅であった。なお、当村が合併し、高山市に含まれるようになった後の2006年に神岡鉄道神岡線は廃止されたため、その後の当該地域への最寄り駅はJR東海高山本線飛騨国府駅となる。

### 路線バス
- 濃飛バス

### 索道
- 新穂高ロープウェイ

### 道路
- 中部縦貫自動車道（安房峠道路平湯IC）
- 国道158号
- 国道471号
- 岐阜県道76号国府見座線
- 岐阜県道89号高山上宝線
- 岐阜県道475号槍ヶ岳公園線
- 岐阜県道477号長倉神岡線
- 岐阜県道485号平湯久手線

## 観光地
- 奥飛騨温泉郷
  - 平湯温泉
  - 福地温泉
  - 新平湯温泉
  - 栃尾温泉
  - 新穂高温泉
- 奥飛騨クマ牧場
- 村上神社
- 神明神社（蔵柱）
- 奥飛騨おもちゃ博物館（平成28年頃閉館）
- ふるさと歴史館

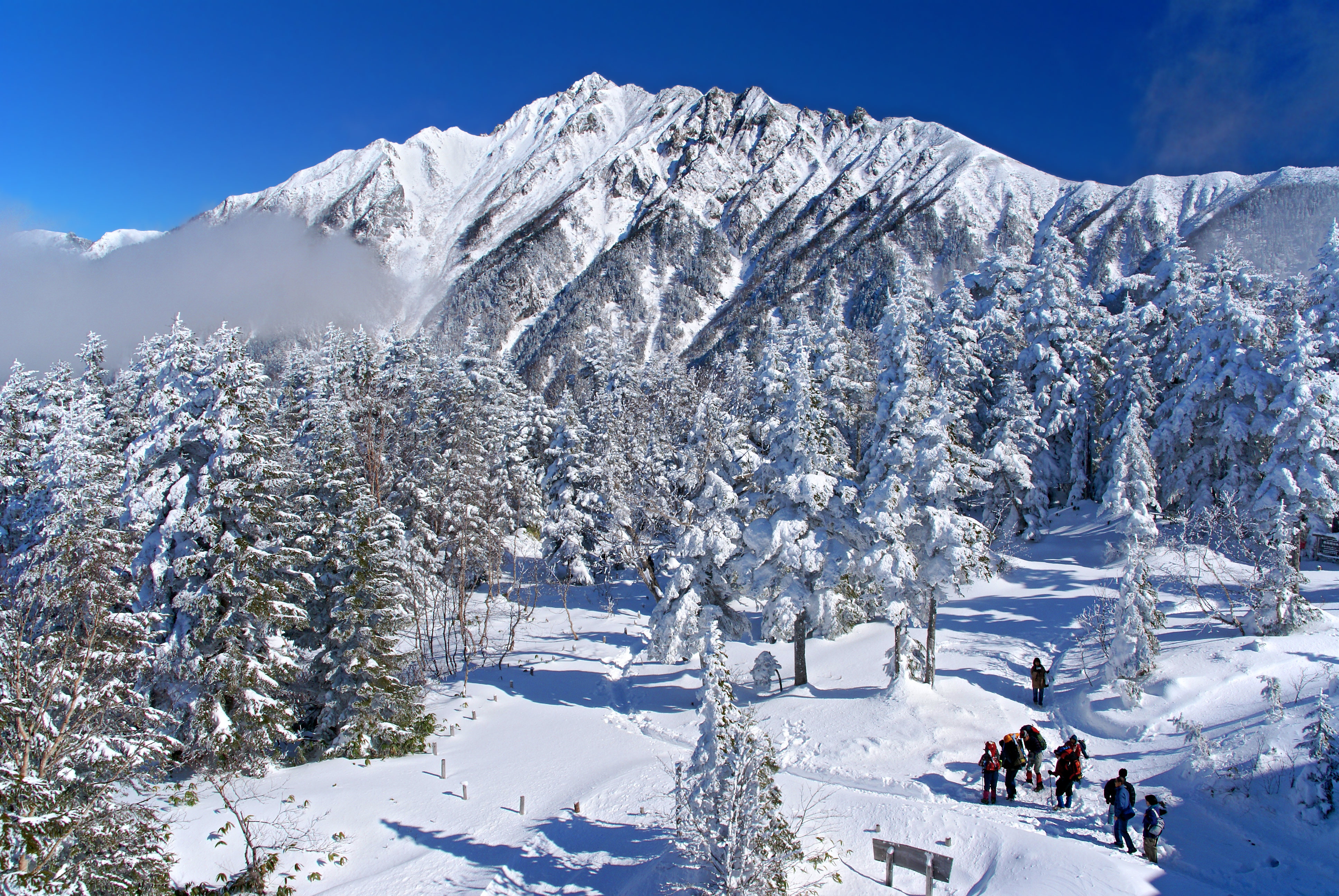
西穂高口から望む穂高連峰。上宝村（現高山市上宝町）は、北アルプスの西の玄関口である。

- 上宝高原スキー場（平成12年シーズンを以て閉鎖）
- 平湯温泉スキー場
- 上宝トーカイカントリークラブ（平成21年頃より閉鎖）